# Giuseppe Barucco
Giuseppe Barucco (Ospitaletto, 27 febbraio 1938) è un allenatore di calcio ed ex calciatore italiano, di ruolo difensore.

## Carriera
Dopo aver esordito in formazioni dilettantistiche bresciane (Ospitaletto e Falck Vobarno), nel 1956 viene acquistato dal Brescia, con cui esordisce in Serie B nel campionato 1957-1958. Rimane in forza alle Rondinelle per quattro stagioni, collezionando complessivamente 23 presenze nella serie cadetta, e nel 1960 viene ceduto in comproprietà al Piacenza, nell'affare che porta Albino Cella al Brescia. In Emilia gioca come terzino destro titolare nel campionato di Serie C 1960-1961, culminato con la retrocessione della squadra in Serie D; si segnala come uno dei migliori elementi del campionato, tanto da essere convocato nella Rappresentativa della Serie C, con la quale disputa 3 partite.
Nel 1961, dopo essere stato riscattato dal Piacenza, passa al Modena, neopromosso in Serie B, per circa 10 milioni di lire; il giocatore era stato richiesto dall'allenatore Vittorio Malagoli. Con i canarini ottiene immediatamente la promozione in Serie A, al termine del campionato cadetto 1961-1962, e debutta nella massima serie l'anno successivo, il 16 settembre 1962 sul campo della Fiorentina. Nella prima stagione contribuisce con 30 presenze alla salvezza del Modena, mentre nel campionato 1963-1964 l'allenatore Annibale Frossi gli preferisce Francesco Aguzzoli per tutto il girone d'andata. Dopo la sostituzione di Frossi con Mario Genta torna titolare, disputando 17 partite e lo spareggio salvezza perso contro la Sampdoria. In quella stagione fa anche il suo esordio nelle coppe europee, nella Coppa Rappan che vede i canarini eliminati dallo Slovnaft Bratislava.
Dopo la retrocessione, milita nel Modena per altre cinque stagioni, nelle quali viene impiegato come libero, su idea di Lamberto Giorgis; indossa anche la fascia di capitano e totalizza 246 partite complessive con la maglia gialloblu. Nel 1969 scende in Serie C per un biennio, militando nel Ravenna del suo ex compagno di squadra e allenatore Lamberto Giorgis, e quindi chiude la carriera nel Carpi (Serie D) e nel Finale Emilia, in Promozione.
Rimane nel modenese anche dopo il ritiro, diventando impiegato di banca. Guida diverse formazioni dilettantistiche della zona negli anni Ottanta e Novanta, e successivamente si è occupato del settore giovanile della San Faustino Rosselli, nel Modenese.